# 카리스마
카리스마(Charisma)는 다른 사람을 매료시키고 영향을 끼치는 능력을 가리킨다. 카리스마를 뜻하는 영어인 Charisma는 "재능", "신의 축복"을 뜻하는 그리스어의 Kharisma로부터 유래하였다. 카리스마란 말은 사람들의 관심 및 존경, 혹은 반대로 작용할 경우는 혐오감을 쉽게 끌어내는 특성을 가리키며, 이는 인격이나 외모 혹은 둘 다의 작용으로 인한 것이다.
가톨릭 등의 기독교에서 카리스마는 성령이 내리는 특별한 은혜, 예를 들면 예언, 영(靈)의 식별, 기적 등을 이르는 말로 사용된다.